# Asteroide de tipus L
Els asteroides de tipus L són un tipus d'asteroides inusuals. Es caracteritzen per un espectre vermell pronunciat per sota de 0,75 μm i un espectre sense trets més enllà. En comparació amb asteroides de tipus K, el seu espectre és més vermella a les longituds d'ona visibles i sense trets en l'infraroig.
Un exemple és Objecte proper a la Terra (NEO) 2012 DA14.

## Classificació
La classificació espectral dels asteroides
els descriu com els asteroides de tipus S anodins. Formalment, el tipus L es va introduir per la classificació SMASS, encara que estudis previs han assenyalat els espectres inusual de dos dels seus membres, (387) Aquitània i (980) Anacostia.
El grup S es divideix de la següent manera: tipus A | tipus K | tipus L | tipus Q | tipus R.

### Tipus Ld
La classificació SMASS també ofereix el tipus Ld, amb el mateix espectre de trets més enllà de 0,75 μm, però més pronunciada al vermell, per a les longituds d'ona visibles, com el tipus D. Un exemple podria ser (728) Leonisis, encara que per ara es classifica com a tipus A.